# Дарія Баяндіна
Дарія Баяндіна (1 листопада 1996) — російська синхронна плавчиня.
Чемпіонка Європи з водних видів спорту 2018 року.